# Francisco Leonelli
Francisco Javier Leonelli (Santa Cruz de la Sierra, 3 de mayo de 1978) es un exjugador argentino de rugby nacido en Bolivia que se desempeñaba como fullback.

## Carrera
Debutó en la primera del Club La Tablada en 1997. Antes de jugar para los Warriors  jugó para Edinburgh Rugby el club rival y se unió a Saracens el 2 de agosto de 2007.
En su primera temporada jugando para Saracens, Leonelli fue titular del equipo que logró llegar a semifinales del Anglo-Welsh Cup y el Heineken Taza por primera vez en la historia del club. Puntúe el equipo es probar en su famoso 19-10 gana sobre el Ospreys en el trimestre-final de la Copa Heineken 2007–08.
Después de ser liberado por Saracens regresó a la Argentina para jugar en La Tablada, donde se retiró en 2014.

## Selección nacional
Jugó para Argentina durante su dos series de prueba gana encima Gales en casa en junio de 2006, incluyendo puntuando un probar en el 27 a 25 victoria. En total jugó 16 partidos y marcó 40 puntos, productos de ocho tries.

## Palmarés
- Campeón del Panamericano de Rugby 2001.
- Campeón del Sudamericano de Rugby A 2004.
- Campeón del Campeonato Argentino de Rugby de 2001, 2009 y 2011.
- Campeón del Torneo Nacional de Clubes de 1999.
- Campeón del Torneo del Interior de 2001, 2010 y 2011.
- Campeón del Torneo de Córdoba de 1997, 2000, 2001, 2003, 2011, 2012 y 2013.